# باستان‌اخترشناسی و استون‌هنج

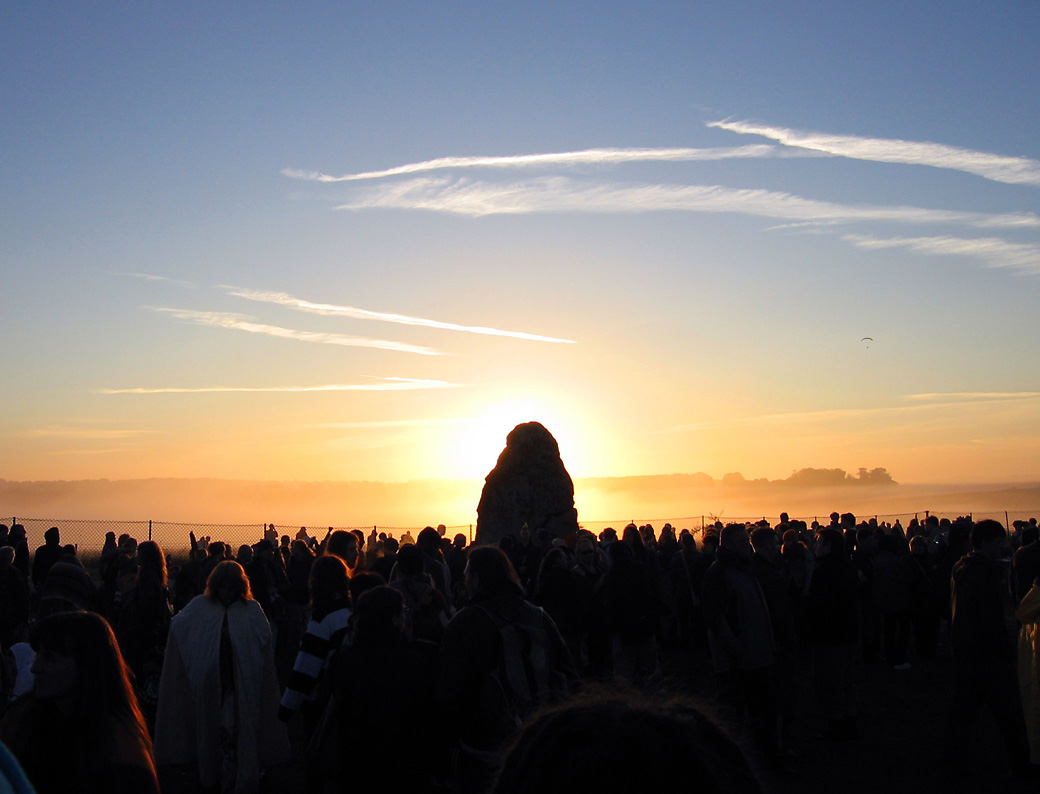
طلوع خورشید از فراز سنگ هیل استون‌هنج در روز انقلاب تابستانی (سی و یکم خردادماه)

پژوهشگران درگذر سالیان سازهٔ پیشاتاریخی استون‌هنج را برای ارتباط آن با اخترشناسی باستان مطالعه کرده‌اند و این ارتباط هنوز محل مناقشهٔ باستان‌شناسان و ستاره‌شناسان و از اساسی‌ترین عوامل بنیان‌گذاری دانش باستان‌اخترشناسی است.

## پژوهش‌های اولیه
ویلیام استاکلی در سال ۱۷۲۰ کشف کرد که اگر کسی در بامداد انقلاب تابستانی در مرکز شیار دایره‌ای در استون‌هنج یک بایستد و به سوی سنگ هیل نگاه کند، طلوع خورشید را مماس بر وجه چپ این حجم خواهد دید.

## پژوهش‌های مدرن

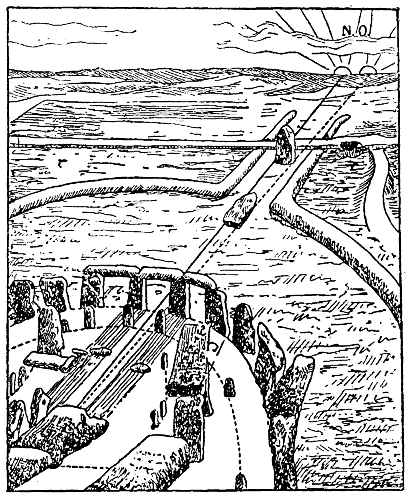
هاکینز استون‌هنج را یک رصدخانه باستانی می‌داند.

در ۱۹۶۶ ستاره‌شناس انگلیس جرالد هاوکینز کتاب رمزگشایی از استون‌هنج منتشر کرد. به گفتهٔ هاوکینز «استون‌هنج یک رصدخانه است… که به شکل عامدانه، دقیق، و ماهرانه‌ای میزان شده‌است.»
هاوکینز بر آن بود که استون‌هنج تقویمی نوسنگی بوده و برای پیش‌بینی خسوف و کسوف به کار می‌رفته‌است.
کتاب هاوکینز در اوج رقابت فضایی و سه سال پیش از فرود بر ماه منتشر می‌شد و استون‌هنج را به‌هنگام و مدرن نشان می‌داد.
هاوکینز حدس می‌زند افرادی که استون‌هنج و جاهای دیگر را ساخته‌اند دانسته‌های ریاضی را که برای پیش‌گویی بسیاری از وقایع آسمانی لازم است بدست آورده بودند.
اغلب باستان‌شناسان در برابر نظریات ستاره‌شناسان دربارهٔ استون‌هنج مقاومت کردند و با آن‌ها در تضاد بودند.
نشریهٔ باستان‌شناسی انتیکویتی از فرد هویل خواست بین باستان‌شناسان و ستاره‌شناسان حکم باشد. هویل بعد از بررسی مدارک نوشت «غیرممکن است مردمی جاهل از ستاره‌شناسی سنگ‌های استون‌هنج را جای‌گذاری کرده باشند.» بااین‌حال کلایو راگلز نظریات ستاره‌شناسانه دربارهٔ استون‌هنج را «تلاش برای بازسازی گذشته در تصویر خود» و «سوار کردن دانش خود بر سنگ‌های پیشاتاریخی» می‌داند و می‌گوید هیچ مدرک قانع‌کننده‌ای برای اینکه سازندگان استون‌هنج تعمداً آنرا با ستارگان مطابقت داده‌اند وجود ندارد.
در ۱۹۷۷ جان میچل کتاب رموز سنگ‌ها: داستان باستان‌اخترشناسی را چاپ کرد و در آن مناقشهٔ دانشمندان بر سر استون‌هنج را بررسی کرد.
این مباحثه‌ها از اساسی‌ترین عوامل بنیان‌گذاری دانش باستان‌اخترشناسی است. امروزه تفسیرهای ستاره‌شناسانهٔ استون‌هنج با وجود بی‌دقتی‌هایی که دارد هنوز هم محبوب مانده‌اند.